# 雲井御所
雲井御所（くもいごしょ）は、平安時代に保元の乱に敗れ讃岐国に配流となった崇徳上皇が、仮の御所として過ごしたとされる施設。現在の香川県坂出市にその場所が比定され、天保6年（1835年）、高松藩主松平頼恕により「雲井御所之碑」が建立されている。

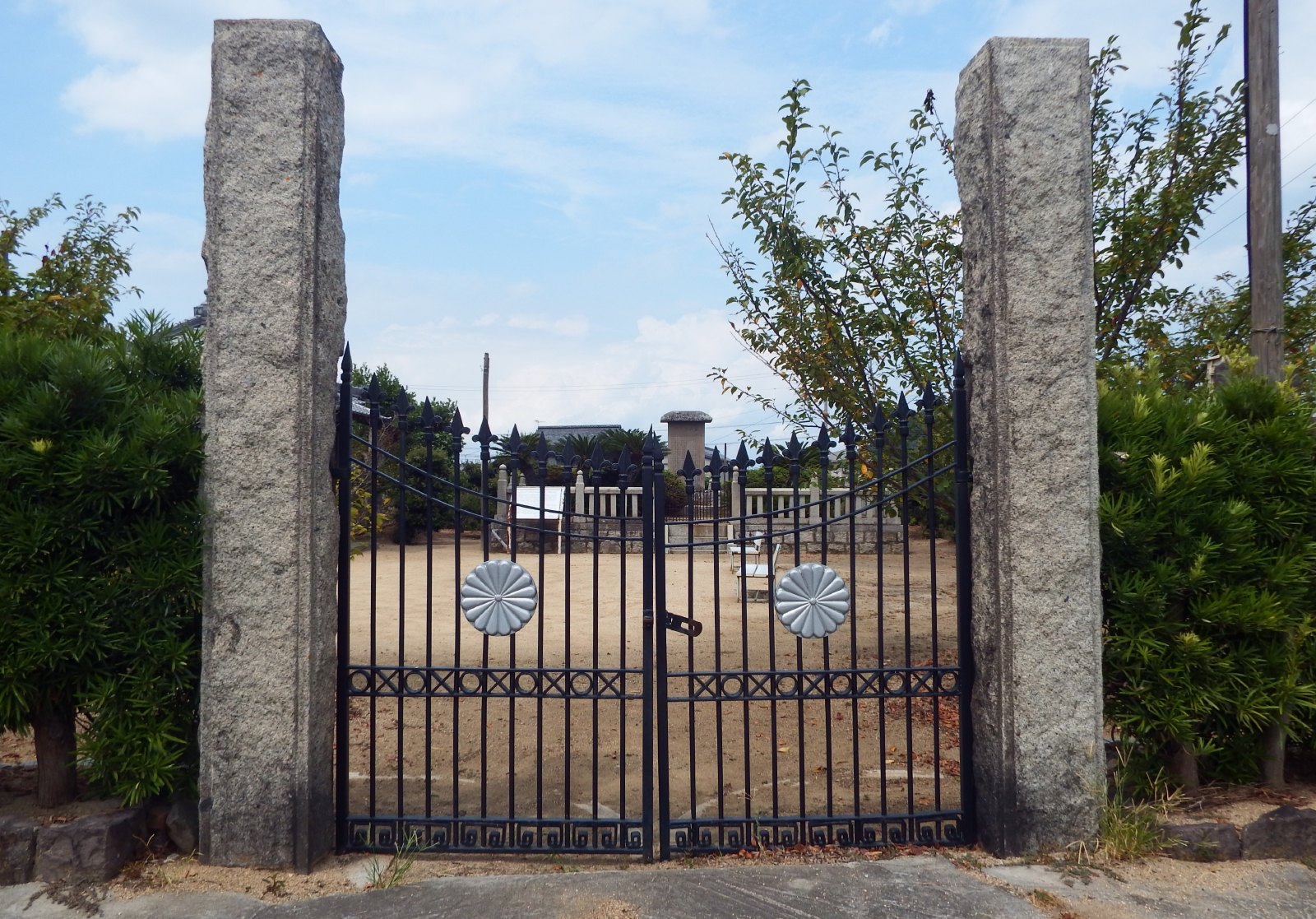
正面入口

## 概要
配流された当時38歳の崇徳上皇は、保元元年（1156年）7月23日京を出発し、鳥羽から船で瀬戸内海を航行し直島に立ち寄り8月10日松山の津に上陸したが、まだ住まいが用意されておらず、国府の目代である綾高遠（あやのたかとお）の館を修繕して仮の御所とした。約3年をここで過ごしながら都を懐かしく思い、この館の柱に「ここもまたあらぬ雲井となりにけり 空行く月の影にまかせて」と記したとされ、この歌から雲井御所と名付け、この地は雲井の里と言われたと伝えられている。また、この里でウズラを野に放ったことから「うずらの里」とも呼ばれている。
上皇は、その後、府中鼓ヶ丘木ノ丸御殿（現在の鼓岡神社の場所）に遷御し、長寛2年（1164年）8月26日に崩御した。享年46歳。

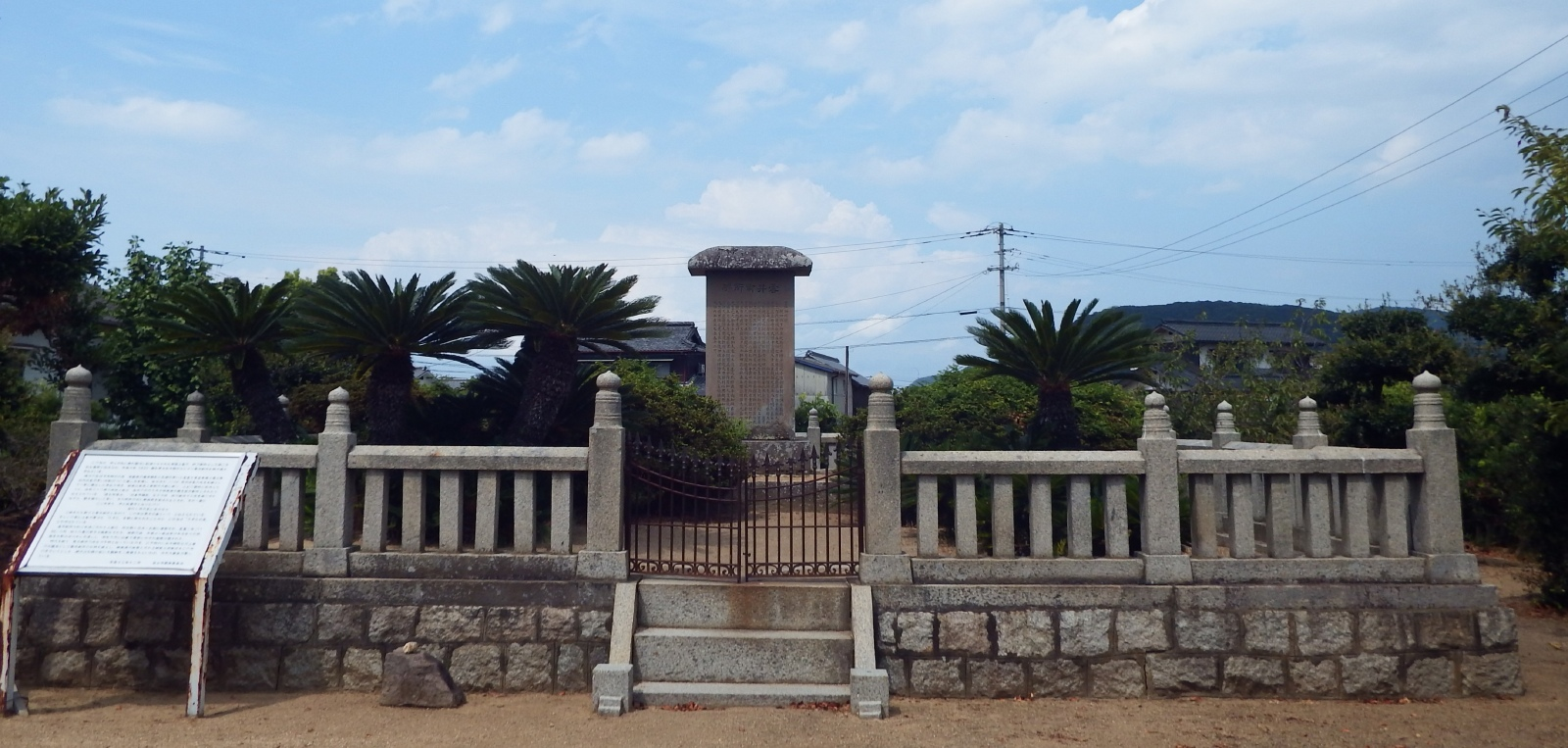
内部上壇
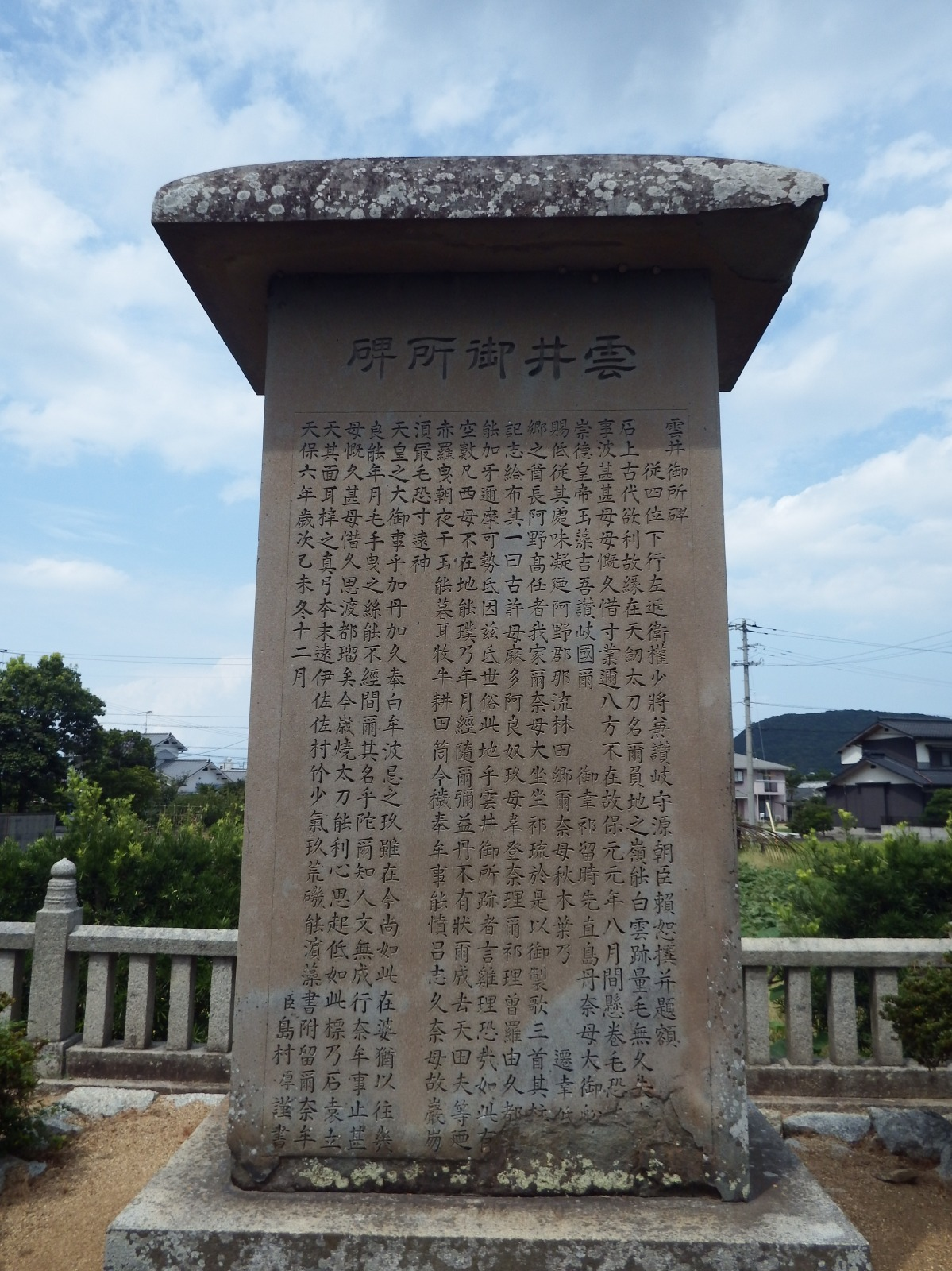
石碑
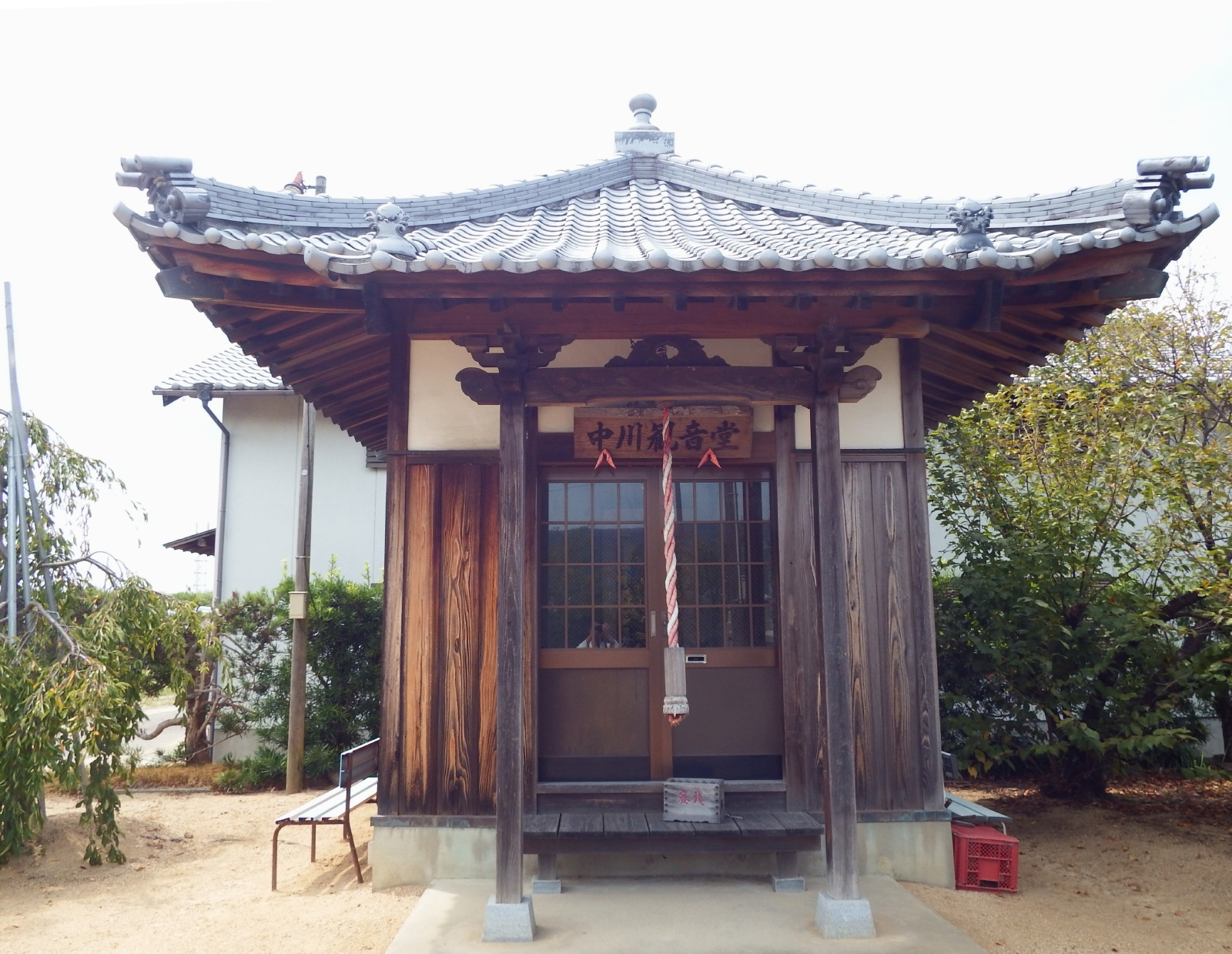
中川観音堂

内部上壇に向かって左には、中川観音堂があり上皇の守り本尊を祀っていて地域の人々に守られている。
- 雲井御所の所在地：香川県坂出市林田770北緯34度19分26.22秒 東経133度53分27.5秒

## 周辺

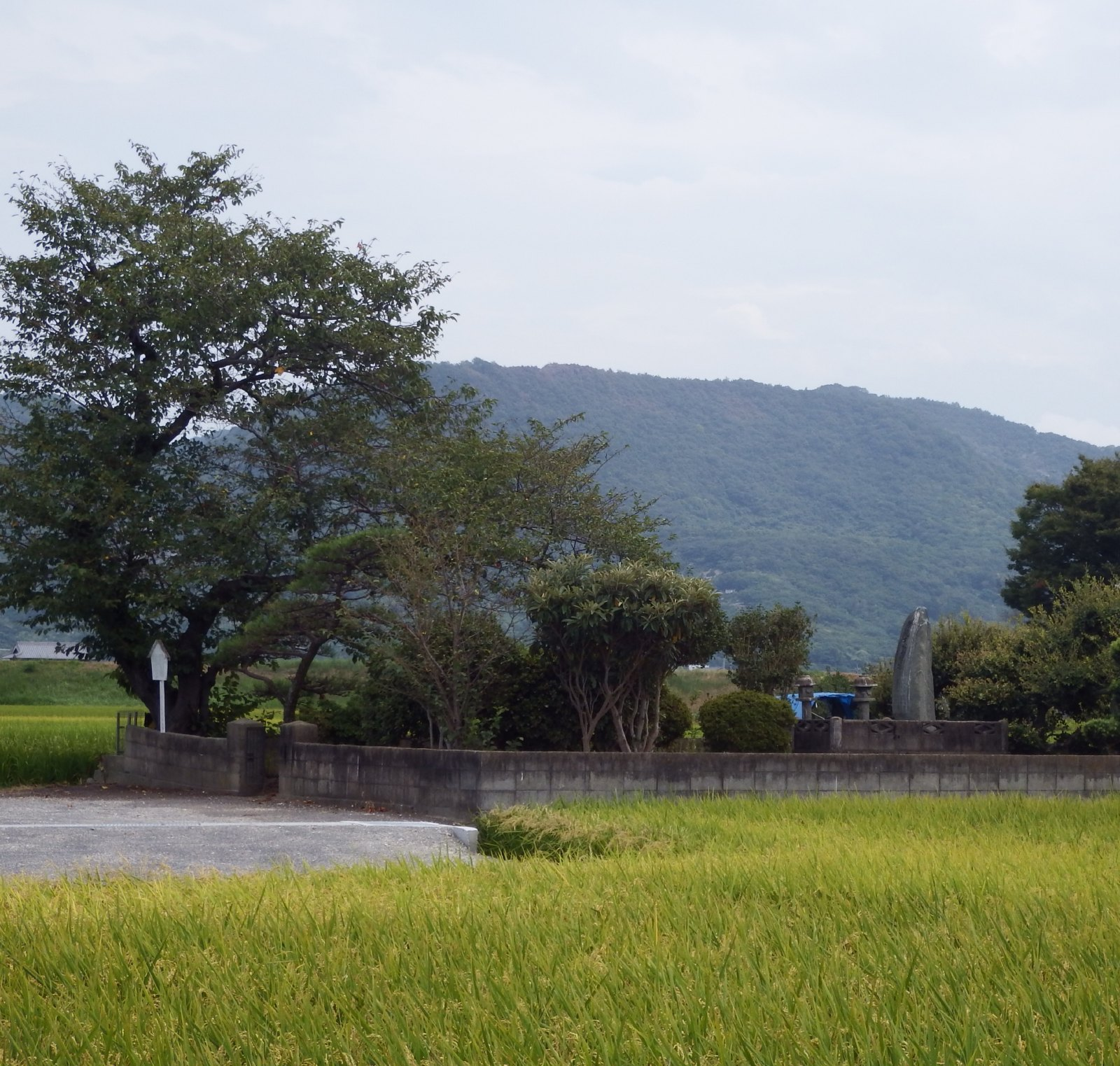
姫塚
この仮の御所で上皇の身の回りの世話を綾高遠の息女である綾の局にさせていると、綾の局に皇子と皇女が誕生したが、皇女は幼くして亡くなった。その皇女の墓であると伝えられていて、綾川を渡った数百メートル西の田園の中にある。
- 所在地：香川県坂出市西庄町411-3北緯34度19分15.34秒 東経133度53分16.84秒

松山の津

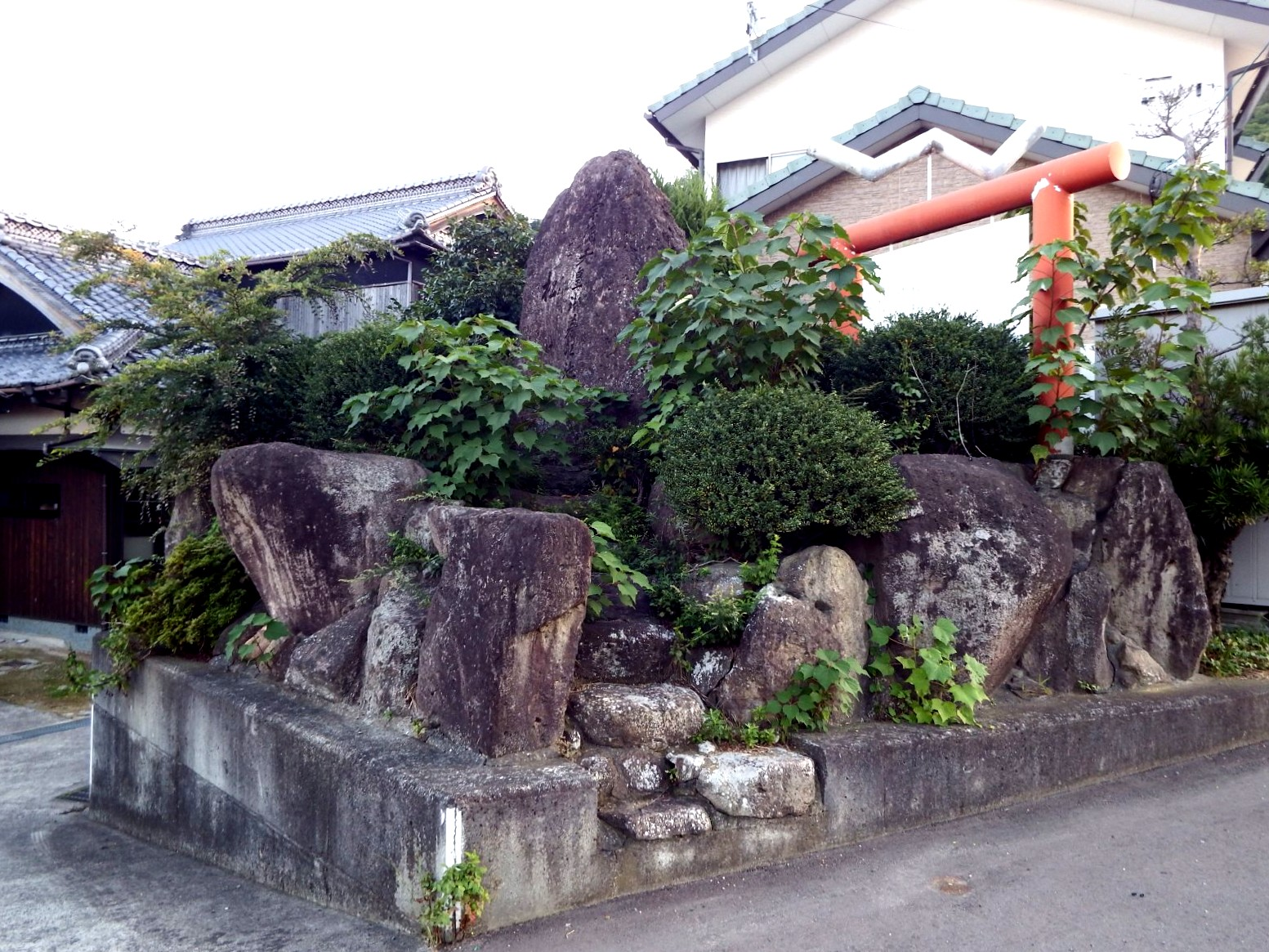
松山の津の跡

上皇が四国に上陸した所。当時の坂出地域の玄関口となる場所で、その頃は今よりも海が内陸部まで迫っており、この雄山のふもとまで海であった。この石碑は昭和61年に建てられた。
- 所在地：香川県坂出市高屋町1500北緯34度20分14.38秒 東経133度54分3.28秒

御供所八幡宮庚神社
『清輔朝臣集』に記されている「讃岐のさとの海士庄」があった所で、平山浦の御供所（ごぶしょ）の「真光寺屋敷跡」とされ、上皇の新しい御所が造られたとみられる所。
- 所在地：香川県坂出市御供所3-2北緯34度19分14.77秒 東経133度50分10.01秒

## 異説
上記本文中とは別の説があり、それは、松山の津に上陸した後、勅命は「讃岐のさとの海士庄（御供所にあった御室派末寺の真光寺の敷地）」に御所を建てることであったので、その場所に御所が建つまでの数か月は綾高遠の館に滞在した後、新しく造られた御所に移り、それから約三年後、新たな勅命により、鼓岳の御堂（現在の白峰宮のある場所）に移り幽閉され、終焉の地になった、というものである。
雲井御所は御供所の御所のことで、「ここもまたあらぬ雲井と・・」と短歌を詠み柱に書かれたのもここの柱という。現在の雲井御所跡に隣接してあったという長命寺は、上皇の崩御後、鼓岳の御堂が崇徳天皇社となった時、上皇が滞在した場所として綾高遠の館を祀るため摩尼珠院の末寺として開基されたが、江戸時代に綾川の洪水により流されたという。